# 淘氣ㄅㄥㄅㄥ
《淘氣ㄅㄥㄅㄥ》（英文：Gerald McBoing-Boing）是一部美国動畫影集，敘述一個叫做傑洛德·麥可羅伊（Gerald McBoing-Boing）的小男孩，以及其他的人的相關故事。原動畫影集是來自由1951年的短篇同名動畫影集，故此動畫影集承襲了許多角色的設定。台灣的迪士尼頻道，以中文配音，有播出此作品。

## 人物介紹
- 傑洛德·麥可羅伊（Gerald McBoing-Boing）

本作品的主角，作品中為六歲。父母生下傑洛德時，傑洛德的第一句話就是「蹦蹦」（Boing Boing，罐頭音效的彈簧聲）的叫，不會說話，但卻能發出各種一般人做不到的聲音。所以他與其他人交談時，會時常以各種奇特的聲音代替一般人的說話。
- 傑洛德的爸爸（Gerald's Dad，英配音→Patrick McKenna）

一個古怪的男性，時常有各種稀奇古怪的發明。
- 傑洛德的媽媽（Gerald's Mom，英配音→Linda Ballantyne）

- 傑洛德的狗（Gerald's Dog）

傑洛德的父母親所飼養的狗，不會吠叫，卻時常打嗝。
- 珍妮（Janine，英配音→Sam Weinstein）

傑洛德的朋友。
- 雅各（Jacob，英配音→Joanne Vannicola）

傑洛德的朋友，皮膚黝黑是其特徵。

## 註腳
1. 迪士尼官方網站簡介 的存檔，存档日期2009-01-31.，2009年2月15日查閱。
2. ↑  傑洛德·麥可羅伊的介紹 （页面存档备份，存于），於2009年2月15日查閱。

## 外部連結
- 迪士尼頻道《淘氣ㄅㄥㄅㄥ》簡介網頁
- 互联网电影数据库（IMDb）上《淘氣ㄅㄥㄅㄥ》的资料（英文）